# 萩美香
萩 美香（はぎ みか、1983年9月27日 - ）は、日本のタレント。2007年度ミス日本グランプリ受賞者。三重県津市出身。所属事務所は、フロム・ファーストプロダクション→ケイダッシュステージ。

## 人物・来歴
三重大学人文学部、立教大学大学院法学研究科 卒業。
2002年、三重大学に在学していた当時、「ミス津」に選ばれ、ローカルテレビ局のリポーターなどを務めていた。
その後、上京して2007年度ミス日本に応募。本選でグランプリを受賞し「ミス日本・スポニチ特別賞」にも選ばれた。
2011年、ケイダッシュステージに移籍。
現在はタレント・女優業のほか、「みえの国観光大使」として、三重県の観光PRイベントなどに積極的に出演している。これらの功績が認められ、2011年に三重県観光協会から「観光審議委員」に任命された。
特技として、3歳からやっているピアノと並んで、ディベートを挙げている。セントヨゼフ女子学園高校在学中の3年の時に同級生3人から「メンバーが足りないから」と依頼されディベートを始め、東海地区代表選考会に出場。その後、第6回ディベート甲子園で全国5位となった。現在は、全国教室ディベート連盟試合運営委員会の一員として、主に東海地区大会・全国大会で司会や審判等も務める。
2014年5月6日、一般男性との入籍を発表した。

## 出演

### テレビドラマ
- 33分探偵 第1話（2008年8月2日、フジテレビ） - ゲスト
- 神の雫（2009年、日本テレビ） - 皆本さおり役
- ガールズトーク〜十人のシスターたち〜（2012年10月30日、テレビ朝日） - リサ役

### テレビ番組
- 熱血!平成教育学院（2009年5月、フジテレビ）
- 映像体験!イッキ見シアター（2011年5月、関西テレビ）
- ええじゃないか。（2012年4月 - 2019年3月、三重テレビ）

第1回のゲストとして出演。その後、 2012年4月より2014年度まで同番組のパーソナリティー兼レポーター（記者・喜多子）として、2015年度から2018年度まで「おかげ旅行社」ツアーコンダクター・萩美香として出演。郷里・三重県の見所を中心に全国に伝えた。
- 明石家さんまの転職DE天職4（2015年5月3日、日本テレビ）

ミス日本受賞者の特集
- 教えてもらう前と後（2019年1月29日 - 、毎日放送） - 温泉レポーター

### ネットテレビ番組
- タケミネット（2011年8月から不定期）
- ニコジョッキー（2011年8月から不定期）
- ケイダッシュステージの殴るなら殴れ!!（2011年7月20日開始、ニコジョッキー）

### 企業コマーシャル
- ニシケン（Bluetoothイヤホン・ヘッドホン）

2011年5月に東京ビッグサイトで行われた「ワイヤーレスジャパン2011」と題した音響機器イベントに同社ブースのアシスタントとして出演
その後同ブランドのキャラクターとしてテレビ雑誌「TV Fan」（株式会社共同通信社）の広告に登場。「2007年ミス日本グランプリ・みえの国観光大使」クレジット入り。

## 執筆
- 朝日新聞名古屋本社（伊賀・紀州地域は大阪本社扱い）　三重県域版「カフェ日和」

不定期で2011年5月よりコラム執筆。県外読者もasahi.comマイタウン三重より閲覧可